# Fobija
Fobija (iz grškega korena φόβος, ki pomeni strah) je vrsta anksiozne motnje, ki se izraža kot močan in vztrajen strah pred nekim predmetom, okoliščinami ali situacijo, ki se s časom povečuje in je običajno nesorazmeren z dejansko ogroženostjo. O fobiji govorimo, ko je strah tako intenziven, da človeku onemogoča normalno opravljanje aktivnosti in ga ovira v vsakodnevnem delovanju. Zaradi fobije se prizadeti na daleč izogiba tem predmetom, okoliščinam oziroma situacijam, kadar pa to ni možno, se z njimi sooča z velikim nelagodjem. Posledično ima lahko težave pri opravljanju poklica ali v družbi. Fobije se diagnosticirajo kot mentalne motnje. V glavnem se delijo v tri večje skupine: specifične fobije, socialno fobijo in agorafobijo.

## Specifične fobije
Specifične fobije predstavljajo intenziven in iracionalen strah pred specifičnim objektom ali situacijo. Če oseba pride v stik s situacijo, ki pri njej vzbuja fobijo, lahko doživi panični napad ali postane izjemno anksiozna. Pogosto posamezniki s specifičnimi fobijami doživljajo anksioznost že ob sami misli na določeno situacijo ali predmet.
Oseba ima lahko več kot eno specifično fobijo. Večina imen specifičnih fobij izvira iz latinskih ali grških poimenovanj, ki pa se le redko uporabljajo v diagnozah. Navadno zdravnik ali psiholog klasificira fobijo kot specifično fobijo ter nato opiše objekt, ki se ga oseba boji.

### Klasifikacija specifičnih fobij
Fobični strah lahko sproži kar koli, kar pomeni, da je seznam posameznih specifičnih fobij precej dolg, vendar pa je mogoče večino sprožilnih dejavnikov uvrstiti v pet kategorij:
- situacije: strah pred vožnjo skozi predore, strah pred dvigali, pred potovanjem z letalom…
- naravni pojavi: strah pred višino, grmenjem, udarom strele…
- živali: strah pred kačami, pajki, insekti, psi…
- poškodbe: strah pred injekcijsko iglo, krvjo…
- druge fobije: strah pred glasnimi zvoki, padanjem, klovni ipd.[5]

### Dejavniki tveganja
- Starost: večina specifičnih fobij se razvije okrog desetega leta, nekatere pa se lahko pojavijo tudi pred ali po desetem letu.
- Spol: fobije so dvakrat pogostejše pri ženskah kot pri moških.
- Družina: posameznik ima večjo možnost za razvoj specifične fobije, če ima že kdo od njegovih sorodnikov takšno motnjo.
- Negativna izkušnja: doživetje travmatičnega dogodka vpliva na razvoj fobije.
- Negativne informacije: če oseba sliši negativne informacije o nekih dogodkih, lahko to vodi v specifično fobijo. [6]

### Simptomi
Ko oseba pride v stik z objektom ali s situacijo, ki se je boji, lahko doživlja "fight-or-flight" simptome, kot so npr.: povišan srčni utrip, tresenje, vrtoglavica, pospešeno ali oteženo dihanje in potenje. Intenziteta anksioznosti je odvisna od narave in lokacije stimulusa. Npr. pri osebi, ki ima fobijo pred pajki, bo stopnja ansioznosti odvisna od tega, kako daleč stran se pajek nahaja, kako velik je ter ali se premika ali le stoji pri miru. Če oseba ni v stiku z objektom, pred katerim ima fobijo, oz. če o njem ne razmišlja, bo anksioznost odsotna. Drugim ljudem se vedenje posameznikov s fobijo navadno zdi iracionalno ali pretirano.

### Vzroki za nastanek
V mnogih študijah so želeli odkriti glavni razlog za nastanek specifičnih fobij, vendar jim do sedaj še ni uspelo popolnoma razvozlati uganke. O vzrokih za nastanek fobij obstaja več teorij. Ena od teorij predpostavlja, da imamo ljudje že genetsko predispozicijo za strah pred določenimi stvarmi in situacijami, ki so potencialno nevarne ali celo usodne, kot so npr. kače, insekti, višina in neurja. Fobije se lahko razvijejo tudi po kakšni travmatični izkušnji (npr. nekdo se boji psov, ker ga je v preteklosti eden od njih ugriznil). Druga teorija je, da se strahu lahko naučimo od drugih. Posamezniki s specifičnimi fobijami imajo lahko tudi podedovano splošno nagnjenost k fobijam in anksioznosti, čeprav je nastanek neke specifične fobije lahko bolj odvisen od posameznikove lastne izkušnje in okolja.
Nekateri posamezniki omedlijo ob pogledu na kri, poškodbe, injekcije, ali ko dajo kri pri zdravniku. Glede takšnih primerov še dandanes potekajo debate o tem ali takšne reakcije spadajo v kategorijo fobij ali ne. Veliko posameznikov v zgoraj opisanih primerih namreč pred omedlevico ne doživi anksioznosti. Reakcije v takšnih primerih zato strokovnjaki uvrščajo v posebno kategorijo. Nekateri posamezniki doživljajo simptome fobije, drugi pa imajo abnormalno močno nevrološko reakcijo na poškodbe oz. na grožnje pred poškodbami in zato omedlijo.

### Spopadanje s specifičnimi fobijami
Specifične fobije imajo najboljšo prognozo izmed vseh anksioznih motenj, saj jih je moč odpraviti, čeprav je za to potrebno vložiti veliko truda. Najbolj učinkovit pristop k zdravljenju specifičnih motenj je kognitivno-vedenjska terapija, oziroma bolj specifično, postopno ponavljajoče izpostavljanje strah vzbujajočemu predmetu ali situaciji, čemur pravimo terapija z izpostavljanjem.
Anksiozni odziv na določen objekt je navadno neproporcionalen z dejansko nevarnostjo tega objekta. Na žalost močna tendenca po izogibanju temu predmetu posamezniku preprečuje, da bi se naposled le naučil, da je njegov strah pred objektom pretiran. Kljub temu, da se veliko posameznikov zaveda, da je njihov strah najverjetneje pretiran, pa tega še niso spoznali na emocionalnem nivoju, zaradi česar pa se vzorec še naprej ponavlja: vsakič, ko se oseba spomni na predmet, ki se ga boji, se v njej sproži anksiozni odziv, čeprav se oseba zaveda, da je ta neupravičen. Ko se oseba sooči z ogrožajočo situacijo, namesto da bi zbežala stran od nje, je to prvi korak k emocionalnem učenju tega, da se situacije le ni treba toliko bati.
Izpostavljenost ogrožajoči situaciji je lahko postopno, kjer si oseba v prvem koraku situacijo le zamišlja. Čeprav je zamišljanje situacije na začetku učinkovito, pa še vedno nima enakega učinka kot soočanje z objektom v realnosti, zato je slednje nujno za uspešno odpravljanje fobije. Drugi način izpostavljanja objektu je tehnika, pri kateri se oseba zadržuje v neprijetni situaciji toliko časa, dokler občutek hude anksioznosti ne začne pojenjati. To traja približno 2 do 3 ure. Takšen način izpostavljanja kaže takojšnje izboljšanje stanja. Posamezniki so pri tej tehniki še posebej uspešni, če imajo ob sebi izurjenega in izkušenega terapevta. Čeprav je slednja metoda praviloma zelo uspešna, pa jo je včasih potrebno dopolniti še z dodatnimi kognitivnimi tehnikami, odvisno od vrste specifične fobije.
Pomoč pri spopadanju s specifičnimi fobijami običajno vključuje: 
- Ocenjevanje situacije skozi celoten proces.
- Poučevanje o anksioznosti, specifični za klienta.
- Urjenje v strategijah za uravnavanje anksioznosti, kot je npr. čuječnost ter spodbujanje klienta pri redni uporabi teh strategij.
- Postopno izpostavljanje ogrožajočim situacijam/objektom.
- Kognitivne intervence za identificiranje iracionalnih prepričanj.[4]

Za osebe s kakršnokoli obliko anksioznosti je zaželeno, da se izogibajo alkoholu ali kakšnim drugim sedativom pri nadzorovanju njihove anksioznosti, saj to lahko vodi do tega, da se oseba ne zna več spopadati z anksioznostjo na drug način kot z alkoholom ali drugimi substancami (postane na nek način odvisna).
Anksiozni napad pa lahko tudi oseba sama omili s tehniko dihanja, ki pomaga pri zbiranju misli:
- Najprej eno minuto štejemo naše vdihe in izdihe (en vdih in en izdih = dih).
- Udobno se usedemo na stol pred uro in se osredotočimo na svoje dihanje.
- Ves čas dihamo le skozi nos.
- Dihamo s prepono. Sprostimo trebušne mišice, kolikor je mogoče.
- Vdih naj traja 3 sekunde ter enako za izdih. Vsakič, ko izdihnemo, pomislimo na besedo »sprostitev« in začutimo, kako mišice postajajo manj napete – rame in obraz naj bosta sproščena.
- Tehniko izvajamo 5 minut.
- Po 5 minutah ponovno štejemo vdihe in izdihe eno minuto in si podatek nekam zabeležimo.
- Povprečna oseba v mirovanju naredi 10 do 12 dihov (20 do 24 vdihov in izdihov). Posameznikovo dihanje je lahko nekoliko hitrejše, saj nekatere osebe, ki imajo socialno fobijo ves čas dihajo nekoliko hitreje, medtem ko drugi opazijo hitrejše dihanje le takrat, ko postanejo anksiozni. Tehnika dihanja pa je sicer koristna v obeh primerih.
- Na začetku je tehniko dihanja dobro vaditi takrat, ko smo sproščeni, sčasoma pa jo lahko začnemo uporabljati tudi v stresnih situacijah. Zaželeno je, da tehniko vadimo vsaj štirikrat na dan.[4]

### Seznam specifičnih fobij
- aglofobija - strah pred bolečino
- agorafobija - strah pred odprtim prostorom
- ailurofobija - strah pred mačkami
- akrofobija - strah pred višino
- amaksofobija - strah pred vožnjo
- androfobija - strah pred moškimi
- antropofobija - strah pred ljudmi
- apeirofobija - strah pred neskončnostjo
- arahnofobija - strah pred pajki
- astrafobija - strah pred grmenjem, strelami
- batrahofobija - strah pred žabami
- brontofobija - strah pred neurjem
- demonofobija - strah pred demoni
- dendrofobija - strah pred drevesi
- dorafobija - strah pred krznom in usnjem
- dromofobija -  strah pred prečkanjem ceste
- elektrofobija - strah pred elektriko
- emetofobija - strah pred bruhanjem
- entomofobija - strah pred insekti
- fazmofobija - strah pred duhovi
- felinofobija - strah pred mačkami
- filofobija - strah pred zaljubljenostjo
- fizofobija - strah pred fizičnim naporom
- fobofobija - strah pred strahom
- genofobija - strah pred seksom
- gimnotofobija - strah pred goloto
- ginofobija - strah pred ženskami
- hemofobija - strah pred krvjo
- Heksakosioiheksekontaheksafobija -strah pred številom 666
- hidrofobija - strah pred vodo
- hipopotomonstrosesquepedaliofobija - strah pred branjem ali govorjenjem dolgih besed
- kakofobija - strah pred grdoto
- karcinofobija - strah pred rakom
- kinofobija - strah pred psi
- kleptofobija - strah pred krajo
- klavstrofobija - strah pred zaprtimi prostori
- klovnofobija- strah pred klovni
- ksenofobija - strah pred tujci
- ligirofobija - strah pred glasnimi poki
- mikrofobija - strah pred mikroorganizmi
- mizofobija - strah pred onesnaženjem
- mizofobija - strah pred umazanijo
- numerofobija - strah pred številkami
- ofidiofobija - strah pred kačami
- ornitofobija - strah pred ptiči
- panfobija ali pantofobija - strah pred vsem
- patroiofobija - strah pred dednostjo
- pekatofobija - strah pred grehom
- pikofobija - strah pred majhnostjo
- pirofobija - strah pred ognjem
- pnigerofobija - strah pred dušenjem
- polifobija - strah pred mnogimi stvarmi
- sitofobija - strah pred jedmi
- tafofobija - strah pred mislijo, da boš živ zakopan
- talasofobija - strah pred morjem
- tanatofobija - strah pred smrtjo
- tridekafobija ali triskaidekafobija - strah pred številom 13; glej tudi petek 13.; glej tudi prepoved štartne številke 13 na evropskih avtomobilističnih dirkah
- tripanofobija - strah pred injekcijo
- vermifobija - strah pred črvi
- zoofobija - strah pred živalmi
- gelotofobija - strah pred posmehom

### Strah pred delovnim mestom
Večina odraslih posameznikov dojema službo kot pomemben del njihovega vsakdanjega življenja. V službi ljudje običajno preživijo kar tretjino svojega dne, zaradi česar pa ima lahko delovno mesto vpliv tudi na posameznikovo duševno stanje. Duševne motnje, ki so povezane z delovnim okoljem, v današnji družbi pridobivajo vse več pozornosti, predvsem zaradi dolgih bolniških odsotnosti, ki jih povzročajo kronična obolenja.
Strah pred delovnim mestom je ena od specifičnih fobij, ki predstavlja strah pred samim delovnim okoljem, zaradi česar se mu oseba izogiba. Kadar se delovnemu okolju posameznik ne more izogniti, oz. ko oseba le razmišlja o delovnem mestu, občuti simptome tesnobnosti, kot so npr.: občutek ogroženosti in nevarnosti, pospešeno bitje srca, potenje, bolečina v prsih ipd. Strah pred delovnim mestom se lahko pojavi kot sekundarni simptom, ki izhaja iz katere druge konvencionalne duševne motnje, lahko pa se kaže kot samostojna duševna motnja, ki se izraža še s kakšno drugo anksiozno motnjo, povezano z delovnim mestom (npr. posttravmatska stresna motnja, vezana na delovno okolje, specifična in nespecifična socialna fobija, vezana na delovno okolje, situacijska fobija, vezana na delovno okolje idr.).

## Socialna fobija ali socialna anksioznost
Socialna fobija prestavlja neizmeren strah pred javnim osramočenjem oz. pred tem, da bi bil posameznik obsojan s strani drugih v neki socialni situaciji. Paziti moramo, da socialne anksioznosti ne enačimo s plašnostjo, saj socialna fobija predstavlja veliko intenzivnejši strah pred socialnimi situacijami. Avtorji ugotavljajo, da ima socialna fobija genetsko podlago, lahko pa se otroci socialne fobije tudi naučijo od staršev preko socialnega učenja. Na razvoj socialne fobije pa lahko vplivajo tudi okolje ter razne negativne socialne izkušnje, kot so npr. spolne zlorabe, konflikti s fizičnimi obračuni ter druge negativne socialne izkušnje.
Poznamo dve obliki socialne fobije: specifična in nespecifična socialna fobija. O nespecifični socialni fobiji govorimo takrat, ko so anksiozne in fobične reakcije pri posamezniku prisotne skoraj v vsaki situaciji, kjer se mora javno izpostaviti. O specifični socialni fobiji pa govorimo takrat, ko oseba doživlja anksioznost le v stiku z določenimi osebami (npr. s točno določenim sodelavcem ali nadrejenim). Specifična socialna fobija je skoraj dvakrat bolj pogosta v populaciji kot nespecifična. Specifična socialna fobija, vezana na delovno mesto pomeni strah pred specifičnimi sodelavci in klienti oz. strah pred interakcijo z njimi. Tovrstna socialna fobija je pogosto povezana z »mobbingom« na delovnem mestu. Nespecifična socialna fobija pa je strah pred nastopanjem pred sodelavci in pred tem, da ga sodelavci opazujejo pri delu ter pred interakciji s sodelavci na splošno.

## Agorafobija
Agorafobija, ali tudi strah pred strahom, je ena od anksioznih motenj, pri kateri so simptomi vezani na strah pred situacijami, iz katerih bi bilo težko pobegniti, če bi oseba doživela panični napad. Takšna okolja so npr. dvigalo, javna prevozna sredstva, velike množice ljudi, mostovi, kina, trgovine ipd. Oseba z agorafobijo se takšnih situacij skuša izogibati oz. potrebuje ob sebi spremljevalca. Posameznik se navadno boji preživljanja časa sam v okolju, kjer je veliko ljudi, velikih prostorov ali majhnih prostorov, osramočenja, izgube nadzora na javnih mestih, biti opazovan ter paničnih napadov, ki bi lahko ogrožali njegovo življenje.
Poleg zgoraj navedenih strahov oseba z agorafobijo lahko občuti še razdražljivost, občutek, da njegovo telo in okolje nista resnična, izločenost iz družbe in nemoč. Nekateri posamezniki tudi postanejo pretirano odvisni od drugih ali pa za dalj časa ne upajo zapustiti doma. Agorafobija se razvije pri tretjini pacientov s panično motnjo. Razširjenost variira od 0,6 do 6 odstotkov, od tega ženske obolevajo dvakrat do trikrat pogosteje kot moški zaradi večje občutljivosti žensk na strah (višja nevrotičnost kot osebnostna poteza).

### Dejavniki tveganja in vzroki za nastanek
Dejavnikov tveganja za agorafobijo je več: 
- panična motnja ali kakšna druga fobija
- hujši travmatični dogodek
- ženski spol
- agorafobija pri bližnjih sorodnikih
- več stresnih dogodkov, skupaj s telesno ali spolno zlorabo v otroštvu
- težave v partnerski zvezi, nadzorujoč partner
- nagnjenost k tesnobi,
- depresija
- čezmerno uživanje alkohola, cigaret, pomirjeval ali drog.[11]

Vzrok za nastanek agorafobije leži v sovplivanju biološke in psihološke ranljivosti ter stresorjih. Med biološko ranljivost spada nagnjenost k panični motnji in agorafobiji, ki je v določeni meri dedna (šibko do srednje), ter nevrobiološke značilnosti. Slednje so enake kot pri panični motnji – povezane so s preveliko vzdraženostjo stresne osi. Pod psihološko ranljivost štejemo odraščanje ob starših, ki so bili pretirano zaščitniški ali pa pretirano perfekcionistični in kritični ter razne oblike zlorab ali večje izgube (npr. smrt staršev). K psihološki ranljivosti štejemo tudi tvegane osebnostne lastnosti, kot je npr. temperament. Največjo vlogo pri razvoju agorafobije igra čustvena labilnost, poleg tega pa imajo večjo možnost za pojav agorafobije še osebe s povečano občutljivostjo za strah ter hipersenzibilne osebe. Sprožilci oz. stresorji so lahko panični napadi na nekem kraju zunaj domačega okolja in strah, da tam ne bodo mogli prejeti ustrezne pomoči oz. ne bodo mogli pobegniti iz situacije. Posledično se prične pacient izogibati takim krajem. Med sprožilce lahko spadata že zgolj zapuščanje doma ali zmanjšana sposobnost prostorske orientacije.

### Simptomi
Telesni simptomi, ki se navadno pojavljajo pri agorafobiji so bolečine v prsih, vrtoglavica, pospešeno bitje srca, plitvo dihanje, znojenje, tresenje, slabost, intervali vročice in hladu idr. Posamezniki, ki poleg same agorafobije doživljajo tudi panične napade, imajo lahko veliko težav tako v domačem okolju kot tudi v šoli ali na delovnem mestu.

### Zdravljenje
Najpogostejši način zdravljenja je psihoterapija, kjer se posameznik redno sestaja s terapevtom, kar klientu omogoča, da odprto spregovori o svojih strahovih. Psihoterapija se lahko izvaja tudi v kombinaciji z zdravili za optimalno učinkovitost, vendar pa je to kratkotrajna rešitev s katero prenehamo, ko se je oseba sposobna soočiti s svojimi strahovi in anksioznostjo. Najpogostejša oblika terapije je kognitivno-vedenjska terapija. Tovrstna terapija pomaga posamezniku razumeti njegova izkrivljena občutja in poglede glede agorafobije. Prav tako je kognitivno-vedenjska terapija koristna pri učenju posameznika strategij, ki mu pomagajo premagovati stresne situacije tako, da nekonstruktivne misli nadomestijo s konstruktivnimi mislimi, s čimer posameznik dobi občutek nadzora nad življenjem. Podobno kot pri specifičnih fobijah se tudi pri agorafobiji uporablja terapija z izpostavljanjem. Na tak način se oseba postopoma znebi svojega strahu.

## Razlike med strahom in fobijami
Številne raziskave so preučevale razlike med strahom in fobijami. Raziskovalci so odkrili nekaj pomembnih razlik: posamezniki s fobijo bodo doživljali strah, tudi v situaciji, ki zanje ni neposredno ogrožajoča; prav tako posamezniki s fobijo občutijo strah, ne samo v situacijah, ko so z objektom fobije soočeni, ampak tudi v situacijah, ko o tem objektu samo slišijo neko informacijo.